# اسپرسو (طیف‌نگار)

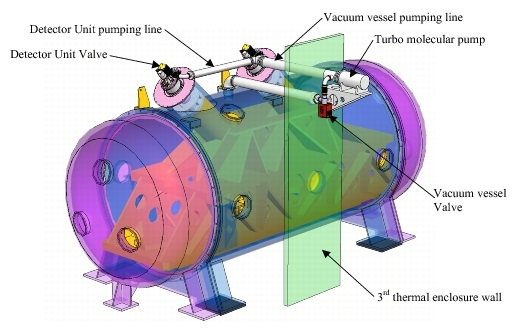
طرح طیف‌نگار اسپرسو در پیش‌طراحی اولیه.

اسپرسو (انگلیسی: ESPRESSO) کوته‌نوشت (طیف‌نگار اشل برای مشاهدات طیف‌سنجی فراسیاره‌ای سنگی و پایدار) یک طیف‌نگار نسل سوم، تغذیه‌شده با فیبر، پراکنده متقاطع و اشل است که بر روی تلسکوپ بسیار بزرگ رصدخانه جنوبی اروپا (VLT) نصب شده‌است. این واحد نخستین نور خود را در ۲۵ سپتامبر ۲۰۱۶ دید.
اسپرسو جانشین خطی از طیف‌سنج‌های اشل است که شامل CORAVEL, Elodie, Coralie و HARPS است. تغییرات در طیف نور را با حساسیت زیاد اندازه‌گیری می‌کند و برای جستجوی سیاره‌های فراخورشیدی سنگی به اندازه زمین از طریق روش سرعت شعاعی استفاده می‌شود. به عنوان مثال، زمین یک تغییر سرعت شعاعی ۹ سانتی‌متر بر ثانیه در خورشید ایجاد می‌کند. این «لرزش» گرانشی باعث تغییرات جزئی در رنگ نور خورشید می‌شود که برای چشم انسان نامرئی است اما توسط ابزار قابل تشخیص است.[۴] نور تلسکوپ به ابزاری که در آزمایشگاه VLT Combined-Coude در فاصله ۷۰ متری تلسکوپ قرار دارد، تغذیه می‌شود، جایی که می‌توان نور تا چهار تلسکوپ واحد VLT را با هم ترکیب کرد.